# The Third Album (Barbra Streisand)
| Recensione | Giudizio |
| ---------- | -------- |
| AllMusic   |          |

The Third Album è il terzo album in studio della cantante statunitense Barbra Streisand, pubblicato nel 1964 dalla Columbia Records.

## Tracce
Lato A
1. My Melancholy Baby – 3:02 (Burnett, Norton, Watson)
2. Just in Time – 2:16 (Comden, Green, Styne)
3. Taking a Chance on Love – 2:34 (Duke, Fetter, Latouche)
4. Bewitched, Bothered and Bewildered – 2:54 (Hart, Rodgers)
5. Never Will I Marry – 2:27 (Loesser)

Lato B
1. As Time Goes By – 3:47 (Hupfeld)
2. Draw Me a Circle – 2:14 (Young)
3. It Had to Be You – 3:46 (Jones, Kahn)
4. Make Believe – 2:41 (Hammerstein II, Kern)
5. I Had Myself a True Love – 4:23 (Arlen, Mercer)

## Classifiche
| Classifica (1964) | Posizione massima |
| ----------------- | ----------------- |
| Stati Uniti       | 5                 |